# Khớp lệnh
Khớp lệnh trong thị trường chứng khoán là việc thực hiện xong thoả thuận giữa bên mua và bên bán trên bảng giao dịch điện tử trực tuyến.
Giao dịch khớp lệnh của các nhà đầu tư được ghép với nhau để giao dịch theo mức giá phù hợp với nguyên tắc ưu tiên khớp lệnh của thị trường.
Có hai loại khớp lệnh đó là khớp lệnh định kỳ và khớp lệnh liên tục.

## Khớp lệnh định kỳ
Khớp lệnh định kì (call auction) là phương thức đối sánh các lệnh mua và lệnh bán trong một khoảng thời gian. 
Giá trong khớp lệnh định kỳ sẽ được so khớp theo nguyên tắc:
- Là mức giá thực hiện được khối lượng giao dịch lớn nhất
- Nếu có nhiều mức giá thỏa mãn mức giá này thì mức giá trùng hoặc gần với giá thực hiện của lần khớp lệnh gần nhất sẽ được chọn.[1]

## Khớp lệnh liên tục
Khớp lệnh liên tục là phương thức đối sánh ngay lập tức khi lệnh giữa bên mua và bên bán được nhập vào.
1. ↑  VnBiz (ngày 22 tháng 8 năm 2019). "Khớp lệnh định kỳ là gì?Ưu & nhược điểm của Khớp lệnh định kỳ". VnBiz. Bản gốc lưu trữ ngày 9 tháng 10 năm 2021. Truy cập ngày 9 tháng 10 năm 2021.